# Gustaf Julius Lewenhaupt
Gustaf Julius Lewenhaupt, född 19 augusti 1753 i Kasimirsborg, död 14 januari 1820 i Hömbs socken, var en svensk greve och militär.

## Biografi
Lewenhaupt blev volontär vid Bohusläns dragonregemente 1769. Han var student vid Uppsala universitet 1770 samma år blev han fältväbel vid Bohusläns dragonregemente. Han blev sergeant vid livgardet 1772 och fänrik vid Bohusläns dragonregemente samma år. Lewenhaupt blev löjtnant 1775, kapten 1781 och major vid Västgötadals regemente 1784 samt överstelöjtnant i armén 1789 och vid regementet 1792. Han blev överste och regementschef 1793. Lewenhaupt erhöll avsked från aktiv tjänst 1796. Som militär medverkade han i finska kriget 1788–1790 samt var därunder med på flottan i slaget vid Hogland och blev sårad i träffningen vid Korois. Han blev riddare av Svärdsorden 1788.
Han var son till Mauritz Casimir Lewenhaupt (1711-1781) och Ulrika Charlotta Lewenhaupt (1722-1760) samt dotterson till generalen Charles Emil Lewenhaupt  (1691–1743). Han var gift första gången från 1784 med sin broders svägerska Anna Helena Alströmer (1764-1792) som var dotter till kommerserådet Patrik Alströmer, och andra gången från 1794 med Gustava Fredrika von Essen (1762-1838) som var dotter till kammarherren Fredric Ulric von Essen (1721-1781). Han blev med sina båda fruar far till sju barn, där Gösta Lewenhaupt (1791-1873) blev psalmförfattare, Hedda Wrangel (1792-1833) blev tonsättare och Axel Lewenhaupt (1796-1863) blev bankman. Lewenhaupt avled i sin vagn under en resa 1820 i trakterna runt Kavlås i Hömbs socken. Han  är begraven på Kumla kyrkogård i Närke.